# Nghề tự do
Nghề tự do là việc làm cho bản thân chứ không phải là người sử dụng lao động.
Nói chung, cơ quan thuế sẽ xem một cá nhân là người tự kinh doanh nếu người đó được công nhận như vậy hoặc tạo ra thu nhập mà người đó phải nộp thuế theo luật pháp trong khu vực có thẩm quyền có liên quan. Trong thực tế, vấn đề quan trọng đối với cơ quan thuế không phải là người đang kinh doanh mà là người đó có phải là người có thu nhập và vì thế có khả năng chịu thuế hay không. Nói cách khác, hoạt động kinh doanh có thể sẽ bị bỏ qua nếu không có lợi nhuận, do đó các cơ quan chức năng thường bỏ qua các hoạt động kinh tế tự phát và sở thích không thường xuyên.
Những người tự kinh doanh thường tự tạo ra việc cho chính mình chứ không phải làm việc cho một ông chủ nào đó, có thu nhập từ thương mại hoặc kinh doanh mà họ vận hành.
Ở một số quốc gia, các chính phủ (Hoa Kỳ và Anh Quốc) đang tập trung nhiều hơn vào việc làm rõ liệu một cá nhân làm nghề tự do hay làm việc giả mạo, thường được miêu tả là giả vờ mối quan hệ nội bộ theo hợp đồng để giấu những gì nếu không mối quan hệ giữa người sử dụng lao động và người lao động đơn giản.

## Các công việc tự do
Nghề tự do có rất nhiều ngành nghề, đa dạng:
- Blogger, viết báo, biên tập viên
- Lập trình viên
- Phiên dịch, dịch thuật
- Marketing, PR
- SEO
- Nhập liệu (Data-entry)
- Đồ họa
- Thiết kế web
- Hacker

## Nghề tự do tại Hoa Kỳ
Mặc dù nhận thức chung là nghề tự do tập trung ở một số ngành công nghiệp dịch vụ, như nhân viên bán hàng và đại lý bảo hiểm, nghiên cứu của Cơ quan Quản lý Doanh nghiệp Nhỏ cho thấy nghề tự do xảy ra trên một phân khúc rộng trong nền kinh tế Mỹ. Hơn nữa, các ngành công nghiệp thường không có liên quan đến nghề tự do, chẳng hạn như sản xuất, thực tế cho thấy có một tỷ lệ lớn các cá nhân tự làm chủ và kinh doanh tại nhà.
Tại Hoa Kỳ, bất kỳ người nào được coi là nghề tự do cho mục đích thuế nếu người đó đang điều hành một doanh nghiệp độc lập, nhà thầu độc lập, với tư cách là thành viên của một công ty hợp danh, hoặc là thành viên của một công ty trách nhiệm hữu hạn không bầu để được xem như một công ty. Ngoài thuế thu nhập, những cá nhân này phải nộp thuế An Sinh Xã Hội và Medicare theo hình thức thuế SECA (Tự Tìm Việc Đóng Thuế).

### Các loại hình nghề tự do khác nhau
Có nhiều cách khác nhau để một người có nghề tự do ở Hoa Kỳ. Nghề tự do là một hình thức cụ thể của hoạt động thị trường lao động gắn với các loại thuế cụ thể bao gồm hàng trăm ngành nghề khác nhau. Vì vậy, nghệ sĩ, nhạc sĩ, kế toán, bác sĩ, cơ khí, đại lý bất động sản, tư vấn, luật sư, nhà phát triển phần mềm CNTT... đều có thể được phân loại là nghề tự do. Nhiều cá nhân làm nghề tự do có nhân viên làm việc cho họ như trong trường hợp các chủ doanh nghiệp nhỏ. Một cách để phân biệt nghề tự do nữa là yếu tố công nghiệp. Vì vậy, một người có thể tự làm chủ trong sản xuất, bán lẻ, dịch vụ chuyên nghiệp, dịch vụ cá nhân hoặc tài chính. Mặc dù tất cả các hình thức nghề tự do cho phép độc lập và tự chủ, phần thưởng và tạo thu nhập thay đổi đáng kể bởi ngành công nghiệp.

### Nghề tự do trong cộng đồng nhập cư và dân tộc thiểu số
Tự kinh doanh tương đối phổ biến trong cộng đồng người mới  nhập cư và dân tộc thiểu số ở Hoa Kỳ. Ở Hoa Kỳ, người nhập cư có khuynh hướng có tỷ lệ làm nghề tự do cao hơn người Mỹ bản xứ bất kể chủng tộc hay dân tộc. Nhưng, Nghề tự do ở Hoa Kỳ phân bố không đồng đều giữa các chủng tộc / tôn giáo. Người nhập cư và con cái họ tự xác định là người da trắng có khả năng làm nghề tự do cao nhất trong các ngành công nghiệp béo bở như dịch vụ chuyên nghiệp và tài chính. Ngược lại, các dân tộc và tôn giáo thiểu số ít có khả năng làm nghề tự do hơn là người da trắng bản xứ, ngoại trừ người nhập cư châu Á có tỷ lệ làm nghề tự do cao trong các ngành công nghiệp có uy tín thấp như thương mại bán lẻ và các dịch vụ cá nhân. Giống như thị trường lao động thông thường, việc làm nghề tự do ở Hoa Kỳ được phân tầng theo chủng tộc. Nói chung, việc làm nghề tự do phổ biến hơn trong số những người nhập cư hơn là những đứa trẻ thế hệ thứ hai của họ sinh ra ở Hoa Kỳ. Tuy nhiên, con cái thế hệ thứ hai của người nhập cư châu Á có thể tiếp tục tìm kiếm nghề tự do trong nhiều ngành công nghiệp và nghề nghiệp khác nhau.

### Thuế
Thuế tự doanh ở Hoa Kỳ thường là 15,30%, tương đương với số tiền đóng góp của nhân viên và người sử dụng lao động theo thuế FICA. Tỷ lệ này bao gồm hai phần: 12,4% đối với an sinh xã hội và 2,9% đối với Medicare. Phần an sinh xã hội của thuế tự doanh chỉ áp dụng cho $ 110,100 đầu tiên của thu nhập cho năm thuế 2012. Không có giới hạn đối với số tiền phải đóng thuế theo phần tỷ lệ Medicare là 2,9% của thuế tự doanh.
Nói chung, chỉ có 92,35% thu nhập từ việc tự kinh doanh phải chịu thuế theo mức trên. Ngoài ra, một nửa số thuế tự doanh, tức là phần tương đương của người sử dụng lao động, được phép khấu trừ vào thu nhập.
Đạo luật Giảm Thuế năm 2010 đã giảm thuế thu nhập cá nhân xuống còn 2% cho thu nhập tự doanh thu được trong năm dương lịch năm 2011, với tổng số là 13,3%. Tỷ lệ này sẽ tiếp tục cho thu nhập kiếm được trong năm dương lịch năm 2012, do Đạo luật cắt giảm biên chế tạm thời năm 2011. Những người làm nghề tự do đôi khi khai nhiều khoản khấu trừ hơn một nhân viên bình thường. Du lịch, đồng phục, thiết bị máy tính, điện thoại di động, vv, có thể được khấu trừ như là chi phí kinh doanh hợp pháp.
Người tự doanh báo cáo về thu nhập kinh doanh hoặc tổn thất của họ trên Bảng C của mẫu IRS 1040 và tính thuế tự doanh về Biểu SE của Mẫu IRS 1040. Thuế ước tính phải được thanh toán hàng quý theo mẫu 1040-ES nếu ước tính thuế vượt quá $ 1,000.

### Tài khoản hưu trí 401k
Những người làm nghề tự do không thể đóng góp vào một kế hoạch 401k của công ty mà hầu hết mọi người đều quen thuộc. Tuy nhiên, có nhiều phương tiện sẵn có cho cá nhân làm nghề tự do để tiết kiệm tiền cho việc nghỉ hưu. Nhiều người đã thành lập Kế hoạch Trợ cấp Nhân viên đơn giản (SEP) IRA, cho phép họ đóng góp lên đến 25% thu nhập của họ, lên tới $ 54,000 (năm 2017) mỗi năm. Ngoài ra còn có một phương tiện được gọi là 401k Tự Kinh doanh (hoặc SE 401k) dành cho người làm nghề tự do. Giới hạn đóng góp thay đổi một chút tùy theo cách thức tổ chức kinh doanh của bạn nhưng nhìn chung cao hơn các loại kế hoạch khác.
Một kế hoạch phúc lợi xác định là một lựa chọn thứ ba có giới hạn đóng góp cao và hoạt động như một kế hoạch lương hưu truyền thống. Sole Proprietors cũng có thể lựa chọn một SIMRA IRA, cho phép họ đóng góp vào kế hoạch nghỉ hưu của nhân viên cũng như kế hoạch nghỉ hưu của họ.

### Ảnh hưởng đến tăng trưởng thu nhập
Nghiên cứu cho thấy mức độ làm nghề tự do ở Hoa Kỳ ngày càng tăng và trong một số trường hợp có thể có những tác động tích cực đối với thu nhập bình quân đầu người và tạo việc làm. Theo một nghiên cứu năm 2017 của MBO Partners, lực lượng lao động tự tạo ra doanh thu 1,2 nghìn tỷ đô la cho nền kinh tế Mỹ, bằng khoảng 6% GDP quốc gia. Một nghiên cứu năm 2011 của Ngân hàng Dự trữ Liên bang Atlanta và Đại học Bang Pennsylvania đã xem xét mức độ làm nghề tự do của Mỹ từ năm 1970 đến năm 2000. Theo số liệu của Cục Phân tích Kinh tế Hoa Kỳ, số người đăng ký là chủ hộ phi nông nghiệp (NFPs) hoặc làm nghề tự do ở các quận đô thị tăng 244% giữa năm 1969 và năm 2006, và 93% ở các quận không thuộc đô thị. Về tương đối, tỷ lệ lao động tự do trong lực lượng lao động tăng từ 14% năm 1969 lên 21% năm 2006 ở các quận đô thị, và từ 11% lên 19% ở các quận không thuộc đô thị.
Ở các quận không thuộc đô thị, nghiên cứu cho thấy mức độ làm nghề tự do tăng lên có liên quan đến tăng mạnh thu nhập bình quân đầu người và tạo việc làm và giảm đáng kể mức nghèo đói hộ gia đình. Năm 1969, thu nhập trung bình của các chủ trang trại phi nông nghiệp là 6.758 đô la so với 6.507 đô la thu được của nhân viên làm công; vào năm 2006 sự khác biệt trong thu nhập mở rộng đến 12.041 đô la so với nhân viên làm công ăn lương. Nghiên cứu lưu ý rằng khoảng cách có thể là do việc khai thấp mức thu nhập của người làm nghề tự do. Ngoài ra, người lao động năng suất thấp có thể bị mất việc làm và buộc phải làm nghề tự do. Hơn nữa, một số nghiên cứu cho thấy tỷ lệ thất nghiệp ở địa phương cao hơn dẫn người lao động tự lựa chọn vào việc tự do, cũng như trải qua nghiệp vụ thất nghiệp.

## Nghề tự do ở Vương quốc Anh
Theo một nghiên cứu năm 2016 của Viện toàn cầu McKinsey, có 14 triệu công nhân độc lập ở Anh Quốc. Một người làm nghề tự do tại Vương quốc Anh có thể hoạt động như là một thương nhân hoặc là một đối tác trong một quan hệ đối tác (bao gồm cả một công ty trách nhiệm hữu hạn hoặc "LLP") nhưng không thông qua một công ty trách nhiệm hữu hạn có giới hạn (hoặc không giới hạn). Cũng có thể cho một người nào đó để thành lập một doanh nghiệp chỉ hoạt động bán thời gian hoặc đồng thời trong khi giữ một công việc toàn thời gian. Hình thức làm việc này, trong khi phổ biến, có một số trách nhiệm pháp lý. Khi làm việc ở nhà, chính quyền địa phương có thể yêu cầu thông quan để sử dụng một phần căn nhà làm cơ sở kinh doanh. Nếu người tự kinh doanh giữ hồ sơ của khách hàng hoặc nhà cung cấp dưới bất kỳ hình thức điện tử nào, họ sẽ phải đăng ký với Văn phòng Ủy viên Thông tin. Các trách nhiệm pháp lý khác bao gồm bảo hiểm trách nhiệm công cộng theo luật định, sửa đổi cơ sở để thân thiện với người khuyết tật, ghi chép và kế toán hợp lý các giao dịch tài chính. Tư vấn miễn phí về phạm vi trách nhiệm có sẵn từ các trung tâm Liên kết doanh nghiệp do chính phủ điều hành.
Nhiều người khuyết tật chọn làm người làm nghề tự do.

## Nghề tự do trong Liên minh châu Âu
Ủy ban châu Âu định nghĩa một người làm nghề tự do là một người: "theo đuổi một hoạt động có lợi cho tài khoản của mình, theo các điều kiện được quy định bởi luật pháp quốc gia". Trong hoạt động như vậy, yếu tố cá nhân là đặc biệt quan trọng và thực tế luôn luôn bao hàm một sự độc lập lớn trong việc hoàn thành các hoạt động chuyên môn. Định nghĩa này đến từ Chỉ thị 2010/41 / EU về áp dụng nguyên tắc đối xử bình đẳng giữa nam và nữ tham gia vào một hoạt động có năng lực tự doanh. Điều này trái ngược với một nhân viên, người thuộc cấp và phụ thuộc vào người sử dụng lao động.
Ngoài ra, Điều 53 của Hiệp ước về hoạt động của Liên minh Châu Âu (TFEU) quy định về sự di chuyển tự do của những người bắt đầu và theo đuổi các hoạt động như những người làm nghề tự do. Nó quy định: "Để dễ dàng hơn cho người bắt đầu và theo đuổi các hoạt động với tư cách là người tự kinh doanh, Hội đồng sẽ... ban hành các Chỉ thị cho việc công nhận lẫn nhau các văn bằng, chứng chỉ và bằng chứng khác về bằng cấp chính thức".
Hình thức làm nghề tự do không thuộc nhóm những người lao động đồng nhất. Như được chỉ ra bởi Ủy ban Châu Âu năm 2010, có "những hiểu biết và định nghĩa khác nhau về thuật ngữ làm nghề tự do ở các quốc gia, với một số loại phụ khác nhau được xác định: ví dụ, theo tình trạng pháp lý của doanh nghiệp, liệu doanh nghiệp có nhân viên hay không (nhà sử dụng lao động so với lao động có tài khoản riêng) và/hoặc ngành mà doanh nghiệp hoạt động. Một số quốc gia cũng phân biệt giữa tình trạng làm nghề tự do và tình trạng 'người phụ thuộc tự lập' (ví dụ như Tây Ban Nha, Ý), nơi người làm nghề tự do chỉ làm việc cho một khách hàng. Những người khác phân biệt làm nghề tự do mà làm thêm việc có trả lương (ví dụ như Bỉ) ".
Nghị quyết của EN Nghị viện Châu Âu về Bảo trợ xã hội cho tất cả mọi người đã nói rằng: "việc không có một định nghĩa quốc gia rõ ràng về việc làm tự do làm tăng nguy cơ làm nghề tự do sai lầm" và Nghị quyết của Nghị viện châu Âu về Chương trình Xã hội Đổi mới mời các quốc gia thành viên tham gia các sáng kiến "sẽ dẫn đến sự khác biệt rõ ràng giữa người sử dụng lao động, người làm nghề tự do đích thực và các doanh nhân nhỏ ở một bên và nhân viên ơ bên kia".
Việc làm nghề tự do hầu như chỉ được quy định ở cấp độ quốc gia. Mỗi cơ quan, cá nhân áp dụng các quy định của pháp luật và khung quy định riêng, có thể khác nhau tùy thuộc vào phạm vi của chính sách (luật thuế, an sinh xã hội, luật kinh doanh, thị trường lao động, bảo hiểm). Các quy định liên quan đến việc làm nghề tự do khác nhau rất lớn giữa các quốc gia. Theo định nghĩa của Eurofound vào năm 2014, tính đa dạng của người làm nghề tự do đã thu hút được nhiều hình thức điều chỉnh khác nhau, chủ yếu là ở cấp quốc gia: "Luật về việc làm của EU đề cập đến việc làm nghề tự do chủ yếu ở các lĩnh vực cụ thể như phong trào tự do và đối xử công bằng".
Theo khuyến cáo của Diễn đàn Chuyên gia độc lập châu Âu (EFIP), các đại diện EU, người sử dụng lao động, người lao động và làm việc tự do nên áp dụng một sự thừa nhận chung về toàn Châu Âu về việc tự làm việc thực sự và một định nghĩa chung bao gồm một thuật ngữ chung cho các ngành khác nhau.